# Loud (album Lexy & K-Paula)
Loud – debiutancki album studyjny niemieckiego duetu Lexy & K-Paul wydany 16 października 2000 roku w Niemczech przez wytwórnię Low Spirit. Na płycie znajduje się 14 utworów, które należą do muzyki elektronicznej – zaklasyfikować je można do nurtu muzyki electro.

## Lista utworów
1. Rock The East[1] (3:29)
2. Freak (4:44)
3. Play The Music Loud (5:36)
4. You're The One (5:43)
5. Elektric Kingdom (5:40)
6. Do Your Thing (4:17)
7. The Greatest DJ (5:42)
8. Electric Lexy Land (5:55)
9. If You Know What I Mean (3:17)
10. Boys Selekta (3:23)
11. Love To Feel (6:10)
12. Turntable Artist (5:07)
13. Booty (4:14)
14. Technolectro Pop (4:29)